# زوزو (خمر)
الزوزو (بالإنجليزية: zozu)‏ هو شراب كحولي شبيه بالبيرة تصنع محليا من قبل شعب الزو (بالإنجليزية: zo people أو zomi)‏ في منطقة  ميانمار الشمالية الغربية (ولاية تشين، ميانمار). هذا الكحول المتخمر عادة ما يصنع من الذرة والأرز وغيرها من الحبوب المتوافرة.